# 세가 마크 III

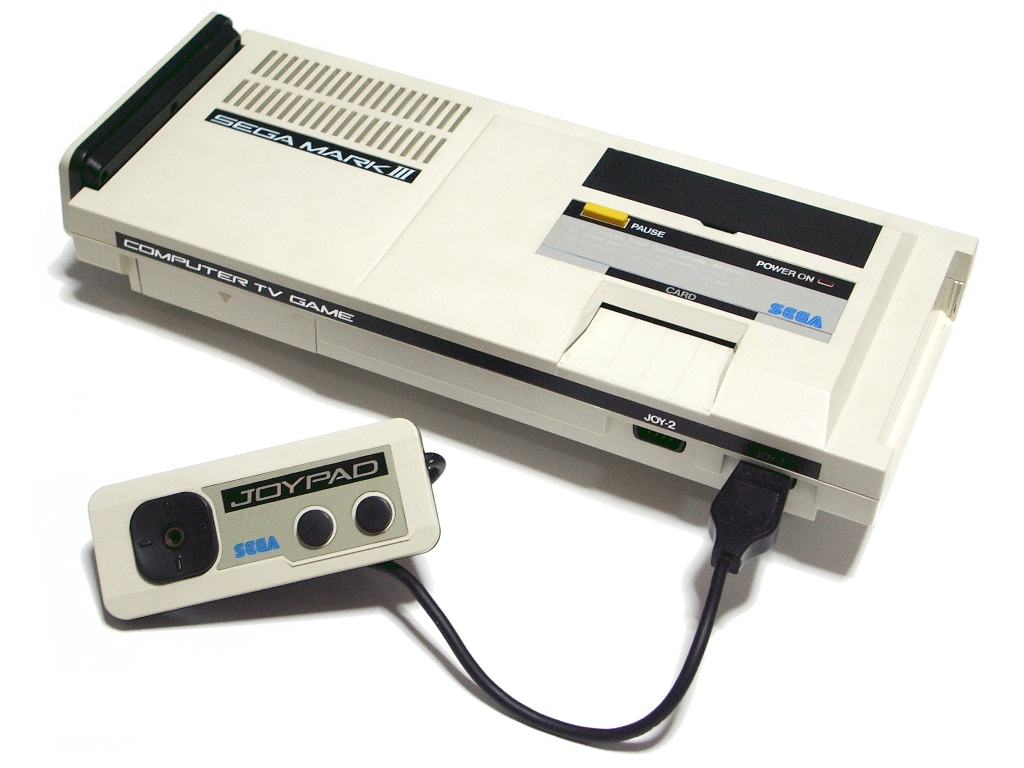
세가 마크 III

세가 마크 III(영어: Sega Mark III, 일본어: セガ・マークIII)는 세가에서 발매된 가정용 게임기로 1985년 10월 일본에서 발매되었다.

## 개요
1985년 발매 당시 패밀리 컴퓨터를 훨씬 능가하는 사양이었지만, 패밀리 컴퓨터의 폭발적인 보급량과 서드파티제의 도입으로 인한 열세를 만회하지는 못했다. 아시아 이외의 지역에서는 디자인과 롬 카트리지의 핀 배열을 변경하고 마스터 시스템/파워 베이스(영어: MASTER SYSTEM/Power Base)라는 명칭으로 판매되었다. 1987년 10월, 연사 기능을 삽입하고 야마하 YM2413과 3D 글라스 단자를 추가한 업그레이드 기종 세가 마스터 시스템(일본어: セガ・マスターツステム)을 내놨으나, 메가 드라이브가 이듬해인 1988년 10월에 나와 일본 내에서는 물론 해외에서도 크게 선전하지 못했다. 삼성전자에서 삼성 겜보이 또는 삼성 알라딘보이로 판매한 것도 마스터 시스템이다.
세가 마크 III에서는 전용 게임 외에도 SG-1000용 게임도 즐길 수 있다. 다만, 종래의 기종과 컬러 팔레트가 다르기 때문에 게임에 따라서는 색의 차이가 크게 나타나기도 한다.

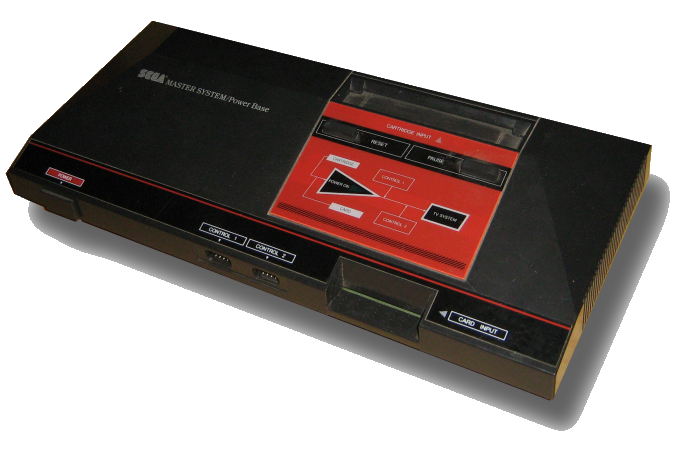
마스터 시스템/파워 베이스

### 세가 마크 III 전용 카트리지
- 마이 카드 마크 III
세가 마크 III 전용 게임 소프트웨어를 기록한 마이 카드. 당초 세가 마크 III의 모든 게임은 마이 카드 마크 III로 발매되었다.

- 골드 카트리지
세가에서 발매된 세가 마크 III 전용 카트리지.

- 실버 카트리지
유일한 서드파티 사리오에서 발매된 전용 카트리지.

### 세가 마크 III 주변기기
- 테레콘 팩
마크 III는 RF선을 이용하였기 때문에, 마크 III를 연결한 상태에서는 공중파 TV를 시청할 수 없다. 그 점을 해결하기 위해 나온 별매 어댑터.

- 테레비 오에카키
투명한 플라스틱 태블릿과 일체화된 오에카키 소프트웨어. 조이패드와 태블릿으로 조작을 하고, 화면에 그 결과가 나온다. SC-3000과 SG-1000, 멀티비젼 및 SD-G5에서도 사용 가능.

- FM 사운드 유닛
YM2413 대응 게임 40여종을 위한 주변기기. 마이 카드 슬롯에 꽂아 사용한다. 마스터 시스템에서는 그 의미가 없다. 3-D 어댑터와의 동시 사용은 불가능.

- 3-D 글라스
마스터 시스템 전용. 입체 영상 게임을 플레이 하기 위한 디스플레이 장치이다. TV에서의 영상은 좌측과 우측이 매 프레임마다 전환되어 나와 화면이 흔들리는 것처럼 느껴지므로, 옵션/치트로 2D 모드로의 전환이 불가능한 게임에서 필수적이다. 마크 III나 마스터 시스템/파워 베이스에서는 구매시 동봉된 3-D 어댑터를 마이 카드 슬롯에 꽂아 3-D 글라스 입력단자로 사용할 수 있다. FM 사운드 유닛과의 동시에 사용할 수는 없다.

- 스포츠 패드
스포츠 패드 사커 전용 필수 주변기기. 버튼부와 방향부의 위치가 바뀌었으며, 트랙볼을 채택. 출시당시 별매품으로의 가격은 9800엔.

## 같이 보기
- 세가 마스터 시스템